# Historia del campesino elocuente
La Historia del campesino elocuente (o del esclavo elocuente) es una obra literaria escrita en el Antiguo Egipto, datada de 1970-1640 a. C., de la que nos han llegado varias copias, todas anteriores a la dinastía XIII. La redacción de la obra se ha datado en el Primer Periodo Intermedio o al principio del Imperio Medio, pero recientemente se tiende a fecharlo durante la dinastía XII.
Cuenta la historia de Inpu, un campesino del Oasis de la Sal (actual Uadi Natrun) a quien roban su caravana cuando se dirige al mercado de Henen-nesut para cambiar sus productos por otras mercancías. 
El campesino acude ante el intendente Rensi para exponer el caso, y en su discurso lanza acusaciones a la corrupción que en esa época reina en Egipto. Rensi decide alargar lo más posible la resolución del caso para escribir todo lo que dice el campesino y trasladárselo al faraón Neferkauhor, para lo que aloja y mantiene a Inpu. 
La historia acaba con la justicia impartida por Rensi en nombre del faraón: le devuelve al campesino los bienes robados y el ladrón, Dyehutynajt, es obligado a servirle como esclavo. 
La historia del campesino elocuente fue una obra de moda durante el Imperio Medio, que se contaba para contraponer la crisis del Primer Periodo Intermedio con la situación política del momento. En el Imperio Nuevo perdió popularidad, ya que gustaban más las obras de ficción. 
En las páginas 109-110 de la obra puede leerse «haz por aquel que puede hacer por ti, de modo que le induzcas a obrar igual», es decir, la Regla de Oro, según la traducción inglesa de R. B. Parkinson, y puede ser la primera versión puesta por escrito.

### Citas
1. ↑  Oleg D Berlev: la fecha del "Campesino elocuente", en Form und Mass Beiträge zur Literatur, de Sprache y Kunst (1987) pp. 78 - 83.
2. ↑   Pascal Vernus: 'La date du Paysan Eloquent en  Studies in Egyptology de Miriam Lichtheim (1990) pp. 1033 - 1047